# Kylie Minogue (álbum)
Kylie Minogue es el título del quinto álbum de estudio de la cantante pop australiana Kylie Minogue. Es el primer álbum grabado por la artista en Deconstruction Records. Ha llegado a vender alrededor de 2.500.000 discos desde su lanzamiento, está certificado una vez platino en Reino Unido, y 3 veces platino en Australia.

## Información del álbum
En un intento por renovar su estilo, Kylie Minogue buscó la inspiración incursionando más allá de Stock, Aitken & Waterman. Cuando firmó con Deconstruction Records, inició activamente su trabajo asistiendo a las sesiones de grabación de su próximo álbum, y entre 1993 y 1994, grabó 10 canciones como resultado: 2 canciones con la banda Saint Etienne y 8 canciones coescritas por Minogue con los Rapino Brothers. Pero la oficina A&R de Deconstruction decidió que iban por el lado equivocado, y decidieron grabar 16 canciones nuevas en 1994. De las 16 nuevas canciones fueron 10 las que quedaron en el álbum. Se grabaron 6 canciones con los Brothers In Rhythm, 4 canciones con Jimmy Harry, 3 con el cantautor Gerry DeVeaux, 2 con Pete Heller y Terry Farley, y una con M People. Además, 2 canciones de la sesión con los Rapino Brothers fueron regrabadas con los Brothers In Rhythm. En mayo de 2003 se reeditó el álbum, con un disco bonus incluido.

### Falling
Una de las tantas canciones de las sesiones de grabación del álbum, fue Falling. Esta canción fue compuesta por Neil Tennant y Chris Lowe, los miembros de la banda Pet Shop Boys. Originalmente, Falling era una canción con el estilo de la música de Minogue con Stock, Aitken & Waterman, que fue grabada en las sesiones del álbum de Pet Shop Boys de 1993, Very. La base del demo de la canción fue un remix de los Pet Shop Boys eventualmente abandonado de su cover de la canción de Village People Go West y se decidió entregar la canción a Minogue para grabarla. Pero en la versión final, la canción cambió radicalmente su estilo, al considersarse en el estudio de grabación que el estilo de la canción estaba algo pasada de moda. De forma irónica, la canción Your disco needs you, del álbum del 2000 Light Years, tiene partes donde aparecen coros con el estilo de los himnos tradicionales de los Pet Shop Boys, como Go west y A red letter day. El demo de Falling hecho por los Pet Shop Boys, con las vocales de Neil Tennant, apareció en la reedición de Very del año 2001. Los Pet Shop Boys volverían a trabajar con Kylie Minogue en 1999, para el álbum Nightlife, en la canción In denial.

### Nothing Can Stop Us
Fue un sencillo Promocional lanzado por error en junio de 1994 en Reino Unido por la cantante Kylie Minogue. Originalmente la canción es de Saint Etienne para su álbum de 1991, Foxbase Alpha.
La canción originalmente fue pensado como primer sencillo del álbum, pero gracias a esto no se lanzó; y como primer sencillo fue lanzado el exitoso Confide in Me. Originalmente la versión conocida es la versión 7" Mix ya que la versión original es inédita.
La versión del sencillo fue lanzado como Bonus Track en la versión japonesa del álbum, el CD Bonus lanzado junto al álbum en 2003 y como Lado B del sencillo Confide in Me

### Ediciones canadiense y japonesa
En América del Norte, el mercado era moderado con la artista. Sus álbumes eran mejor vendidos en Canadá, tanto que allá se hizo una edición especial. Se reemplaza la carátula original, donde Minogue aparece recostada en el suelo, por una imagen de Minogue recostada de cabeza con el torso desnudo, y el álbum incluye la canción Fie-toi à moi, que es la versión en francés de Confide in me. También en Japón se hizo una edición especial, incluyendo las canciones Love is waiting y Nothing can stop us (una versión reeditada, ya que la original grabada con Saint Etienne se mantiene no lanzada).

### Sencillos cancelados
Durante las sesiones de grabación, supuestamente el primer sencillo del álbum sería de la canción Nothing Can Stop Us. Pero cuando Deconstruction decidió grabar 16 canciones más, se canceló, suponiéndose que la canción no haría el camino final al álbum. Cuando se decidió que la canción aparecería como bonus track, se remezcló. Siendo así, la versión original aún se mantiene sin lanzar. Aun así, por un error, la canción fue lanzada como sencillo promocional del álbum en Reino Unido, aun siendo que tal canción solo apareció en la edición japonesa del álbum.
Originalmente, el siguiente sencillo que iba a lanzarse del álbum tras Confide in me, era el sencillo de Where is the feeling?. El lanzamiento fue cancelado para permitirle a la cantante lanzar el sencillo de la canción Put yourself in my place.
El siguiente sencillo que se planeó lanzar, tras Put yourself in my place era If i was your lover. Jimmy Harry escribió y produjo la canción, que en la sesión de grabación fue remezclada muchas veces para darle un toque más urbano. El sencillo iba a ser lanzado en Estados Unidos antes de Reino Unido si en el primer país la canción era un éxito. Pronto el contrato para el sencillo cayó, y se canceló. En su lugar, se fijó el lanzamiento del sencillo Where is the feeling? para abril de 1995. Aun así, se pospuso para julio de 1995 para que Minogue terminará la filmación de la película Bio-Domo.
El último sencillo del álbum originalmente iba a ser Time will pass you by, no obstante sin descartar que canciones como Love Is Waiting, la grabación con Brothers In Rhythm de Love is on the line, Gotta move on, Difficult by design o cualquier otra canción de las sesiones pudiera ser su lado B, además de incluirse una serie de mixes (el Paul Masterson Mix vendría siendo uno de ellos). Sin embargo, en vez de este sencillo, se publicó Where the wild roses grow, la canción de Kylie Minogue con Nick Cave & The Bad Seeds para el álbum de la banda en 1996, Murder Ballads. Tampoco se descarta que hubo posibilidades de lanzar sencillos de las canciones Automatic love y Where has the love gone?.

### Promo de los Rapino Brothers
Se especula que en la primera mitad de 1994 un promo del álbum derivó en las manos de algunos fanes de la cantante. No se ha comprobado si el lanzamiento era verdadero. Incluía las ocho canciones grabadas con los Rapino Brothers, y tal vez, algunas pruebas de su lanzamiento son:
- En internet circula una imagen del promo de los Rapino Brothers, con la lista de pistas del CD.
- Posiblemente, a esto se atribuye el hecho de que Aston Martin (Let's go) y For all I'm worth hayan sido subidas a Internet.
- También posiblemente por medio de operaciones fallidas, los clips de segundos de Our lovin' (The light that I was looking for) y Love is on the line hayan sido subidos a Internet (exceptuando el clip de la versión original de Automatic love, tomada en una grabación de un cortometraje de 1997).

Dos de las rarezas más notables en el promo son: que la canción Living for your loving aparece nombrada como Living for your loving (And I'm feeling fine), y que Our lovin' (The light that I was looking for) se indica como Our lovin' / Light I was looking for, como canción de doble título. When are you coming home? y la versión original de Nothing can stop us no fueron lanzadas en el promo, ya que, al ser un promo de los Rapino Brothers, no se incluían canciones de la sesión con Saint Etienne.

## Pistas del álbum
| #   | Título                   | Duración | Escritores                                                  | Productores                  |
| --- | ------------------------ | -------- | ----------------------------------------------------------- | ---------------------------- |
| 1.  | Confide in me            | - 5:51   | Dave Seaman / Steve Anderson / Owain Barton                 | Brothers In Rhythm           |
| 2.  | Surrender                | - 4:26   | Gerry DeVeaux / Charlie Mole                                | Gerry DeVeaux / John Waddell |
| 3.  | If I Was Your Lover      | - 5:51   | Jimmy Harry                                                 | Jimmy Harry                  |
| 4.  | Where is the feeling?    | - 7:00   | Wilf Smarties / Jayn Hanna                                  | Brothers In Rhythm           |
| 5.  | Put yourself in my place | - 4:54   | Jimmy Harry                                                 | Jimmy Harry                  |
| 6.  | Dangerous Game           | - 5:31   | Dave Seaman / Steve Anderson                                | Brothers In Rhythm           |
| 7.  | Automatic Love           | - 4:46   | Kylie Minogue / Grazzia Mallozzi / Marco Sabiu / Inga Humpe | Brothers In Rhythm           |
| 8.  | Where Has the Love Gone? | - 7:46   | Alex Palmer / Julie Stapleton                               | Pete Heller / Terry Farley   |
| 9.  | Falling                  | - 6:44   | Neil Tennant / Chris Lowe                                   | Pete Heller / Terry Farley   |
| 10. | Time Will Pass You By    | - 5:27   | John Rhys / Dino Fekaris / Nick Zesses                      | M People                     |

### Bonus tracks

#### Ediciónjaponesadel álbum
| #   | Título              | Duración | Escritores                              | Productores        |
| --- | ------------------- | -------- | --------------------------------------- | ------------------ |
| 11. | Love Is Waiting     | - 4:52   | Mike Percy / Tim Lever / Tracy Ackerman | Brothers In Rhythm |
| 12. | Nothing Can Stop Us | - 4:06   | Bob Stanley / Pete Wiggs                | Saint Etienne      |

#### Edicióncanadiensedel álbum
| #   | Título                                       | Duración | Escritores                                  | Productores        |
| --- | -------------------------------------------- | -------- | ------------------------------------------- | ------------------ |
| 11. | Fie-toi à moi (Confide in me french version) | - 5:53   | Dave Seaman / Steve Anderson / Owain Barton | Brothers In Rhythm |

### Pistas del CD bonus de relanzamiento en 2003
| #   | Título                                                | Duración | Escritores                                  | Productores                |
| --- | ----------------------------------------------------- | -------- | ------------------------------------------- | -------------------------- |
| 1.  | Dangerous overture                                    | - 1:20   | Dave Seaman / Steve Anderson                | Brothers In Rhythm         |
| 2.  | Confide in me (Justin Warfield Mix)                   | - 5:27   | Dave Seaman / Steve Anderson / Owain Barton | Justin Warfield            |
| 3.  | Put yourself in my place (Dan's Old School Mix)       | - 4:31   | Jimmy Harry                                 | -                          |
| 4.  | Where is the feeling? (Acoustic Version)              | - 4:51   | Wilf Smarties / Jayn Hanna                  | Brothers In Rhythm         |
| 5.  | Nothing Can Stop Us                                   | - 4:06   | Bob Stanley / Pete Wiggs                    | Saint Etienne              |
| 6.  | Love is waiting (New Version)                         | - 4:48   | Mike Percy / Tim Lever / Tracy Ackerman     | Brothers In Rhythm         |
| 7.  | Time will pass you by (Paul Masterson Mix)            | - 7:34   | John Rhys / Dino Fekaris / Nick Zesses      | Paul Masterson             |
| 8.  | Where is the feeling? (West End TKO Mix)              | - 8:11   | Wilf Smarties / Jayn Hanna                  | -                          |
| 9.  | Falling (Alternative Version)                         | - 8:40   | Neil Tennant / Chris Lowe                   | Pete Heller / Terry Farley |
| 10. | Confide in me (Big Brothers / Brothers In Rhythm Mix) | - 10:27  | Dave Seaman / Steve Anderson / Owain Barton | Brothers In Rhythm         |
| 11. | Surrender (Talking Soul Mix)                          | - 4:26   | Gerry DeVeaux / Charlie Mole                | -                          |
| 12. | Put yourself in my place (Acoustic Version)           | - 4:46   | Jimmy Harry                                 | Jimmy Harry                |
| 13. | If you don't love me (Acoustic Version)               | - 2:10   | Paddy MacAloon                              | Steve Anderson             |
| 14. | Fie-toi à moi (Confide in me french version)          | - 5:53   | Dave Seaman / Steve Anderson / Owain Barton | Brothers In Rhythm         |

### Promo de losRapino Brothers
| #  | Título                                        | Duración | Escritores                                     | Productores     |
| -- | --------------------------------------------- | -------- | ---------------------------------------------- | --------------- |
| 1. | Automatic love (Original Version)             | - 3:40   | Kylie Minogue / Grazzia Mallozzi / Marco Sabiu | Rapino Brothers |
| 2. | Difficult by design                           | - 3:44   | Kylie Minogue / Grazzia Mallozzi / Marco Sabiu | Rapino Brothers |
| 3. | Love is on the line                           | -        | Kylie Minogue / Grazzia Mallozzi / Marco Sabiu | Rapino Brothers |
| 4. | Aston Martin (Let's go)                       | - 3:30   | Kylie Minogue / Grazzia Mallozzi / Marco Sabiu | Rapino Brothers |
| 5. | Gotta move on                                 | - 3:36   | Kylie Minogue / Grazzia Mallozzi / Marco Sabiu | Rapino Brothers |
| 6. | Living for your loving (And I'm feeling fine) | -        | Kylie Minogue / Grazzia Mallozzi / Marco Sabiu | Rapino Brothers |
| 7. | For all I'm worth                             | - 4:50   | Kylie Minogue / Grazzia Mallozzi / Marco Sabiu | Rapino Brothers |
| 8. | Our lovin' / Light I was looking for          | -        | Kylie Minogue / Grazzia Mallozzi / Marco Sabiu | Rapino Brothers |

## Sesiones de grabación

### Lados B y canciones de compilaciones
Aquí se muestra una lista de canciones de la sesión de grabación del álbum que salieron como lado B de los sencillos del álbum (se incluyen lados B aparecidos en el álbum), y de canciones grabadas en la sesión que fueron lanzadas en compilaciones de la artista.
| Título                   | Duración | Escritores                                     | Productores                | Origen y aparición: |
| ------------------------ | -------- | ---------------------------------------------- | -------------------------- | --- |
| Nothing can stop us      | 4:06     | Bob Stanley / Pete Wiggs                       | Saint Etienne              | - Su origen remonta a las primeras sesiones de 1993. Se planteó lanzar como el primer sencillo del álbum, se canceló su lanzamiento al inicio de las nuevas sesiones, pero fue finalmente lanzado como promo en Reino Unido. - Incluido como lado B del sencillo Confide in me, versión comercial. - Incluido como bonus track en la pista 12 de la edición japonesa del álbum. |
| If you don't love me     | 2:08     | Paddy MacAloon                                 | Steve Anderson             | - Cover de la canción del grupo Prefab Sprout de la compilación de 1992 The Best Of - A Life Of Surprises, y grabado en 1994. - Incluido como lado B del sencillo Confide in me, versión comercial. |
| Where has the love gone? | 7:46     | Alex Palmer / Julie Stapleton                  | Pete Heller / Terry Farley | - Incluido como lado B del sencillo Confide in me, versión limitada. |
| Gotta move on            | 3:36     | Kylie Minogue / Grazzia Mallozzi / Marco Sabiu | Rapino Brothers            | - Una de las canciones grabadas en 1994 en las primeras sesiones del álbum. - Se mantuvo inédita hasta el 2000, 6 años más tarde, donde se lanzó en el compilatorio Hits+. |
| Difficult by design      | 3:44     | Kylie Minogue / Grazzia Mallozzi / Marco Sabiu | Rapino Brothers            | - Una de las canciones grabadas en 1993 en las primeras sesiones del álbum. - Se mantuvo inédita hasta el 2000, 7 años más tarde, donde se lanzó en el compilatorio Hits+. |
| Love is waiting          | 4:52     | Mike Percy / Tim Lever / Tracy Ackerman        | Brothers In Rhythm         | - Una de las canciones grabadas en 1994, de las nuevas sesiones del álbum. - Ofrecida como lado B de uno de los futuros sencillos del álbum, no se utilizó. - Bonus track de la pista 11, edición japonesa del álbum. - Tuvo una regrabación que fue finalmente lanzada en el disco bonus del relanzamiento del 2003.                                                           |

### Canciones inéditas y material lanzado en internet
La siguiente lista tiene canciones que fueron grabadas en las sesiones, pero que no fueron lanzadas ni en el álbum, ni en cualquier otro disco de Kylie Minogue. También destaca a las canciones que enteras, o cuyo pedazo, fue introducido a Internet.
| Título                                        | Duración                        | Escritores                                                  | Productores                                                                                 | Origen y aparición: |
| --------------------------------------------- | ------------------------------- | ----------------------------------------------------------- | ------------------------------------------------------------------------------------------- | --- |
| Aston Martin (Let's go)                       | 3:30                            | Kylie Minogue / Grazzia Mallozzi / Marco Sabiu              | Rapino Brothers                                                                             | - Su origen remonta a las primeras sesiones de 1993. - Fue subida a Internet en 1998. |
| For all I'm worth                             | 4:50                            | Kylie Minogue / Grazzia Mallozzi / Marco Sabiu              | Rapino Brothers                                                                             | - Canción grabada en las primeras sesiones, en 1993. - Fue subida a Internet en mono en el 2003. |
| Living for your loving                        | -                               | Kylie Minogue / Grazzia Mallozzi / Marco Sabiu              | Rapino Brothers                                                                             | - Una de las canciones grabadas en 1994 en las primeras sesiones del álbum. - Postulado como lado B del sencillo Where is the feeling?, en el segundo CD, fue cancelado. |
| Our lovin' (The light that I was looking for) | -                               | Kylie Minogue / Grazzia Mallozzi / Marco Sabiu              | Rapino Brothers                                                                             | - Canción grabada en 1994, en las primeras sesiones. - En 2003, un clip de 17 segundos de la canción fue subida a Internet. - Esta canción fue entregada a la cantante checa Dara Rollins para grabar. |
| Love is on the line                           | 4:29 (versión de Edyta Górniak) | Kylie Minogue / Grazzia Mallozzi / Marco Sabiu              | - Rapino Brothers (de la versión original) - Brothers In Rhythm (de la regrabación de 1994) | - Una de las canciones grabadas en 1993 en las primeras sesiones del álbum. - Regrabada en 1994 con los Brothers In Rhythm, iba a hacer el camino final al álbum, pero fue cancelada. - Postulado como lado B del sencillo Where is the feeling?, en el segundo CD, fue cancelado. - En 2007, un clip de 13 segundos de la canción fue subido a Internet. - Personalmente entregada a la cantante polaca Edyta Górniak, que grabó la canción y la lanzó en 1996 como sencillo, la cual fue un éxito en Europa. |
| Automatic love (Original Version)             | -                               | Kylie Minogue / Grazzia Mallozzi / Marco Sabiu / Inga Humpe | Rapino Brothers                                                                             | - Versión original de la canción, grabada en 1993 en las primeras sesiones. Regrabada en 1994 con Brothers In Rhythm, fue la única canción de la sesión antigua en clasificar al álbum. - Tras su uso en los créditos del cortometraje Wavelenghts en 1997, en 1998, un clip de los 47 segundos de la canción usados en el corto fueron subidos a Internet. |
| At the end of the day                         | 5:05                            | Dave Seaman / Steve Anderson                                | Brothers In Rhythm                                                                          | - Una de las canciones grabadas en 1994 en las nuevas sesiones del álbum. - La canción fue subida a Internet el 14-04-2010]. |
| Intuition                                     | -                               | Jimmy Harry                                                 | Jimmy Harry                                                                                 | - Una de las canciones grabadas en 1994 en las nuevas sesiones del álbum. |
| The world needs love                          | -                               | Jimmy Harry                                                 | Jimmy Harry                                                                                 | - Una de las canciones grabadas en 1994, de las nuevas sesiones del álbum. |
| If I was your lover (Original Version)        | 4:07                            | Jimmy Harry                                                 | Jimmy Harry                                                                                 | - La primera grabación de la canción If I was your lover, fue remezclada más tarde por Jimmy Harry para darle un toque más urbano. - La versión final iba a ser lanzada en sencillo en Estados Unidos, pero el contrato se canceló, y por lo tanto, el sencillo también, incluso inclinándose a favor del lanzamiento de Where is the feeling? - La canción fue subida a Internet a fines de 1994. |
| No turning back                               | -                               | Gerry DeVeaux                                               | Gerry DeVeaux                                                                               | - Una de las canciones grabadas en 1994, en las nuevas sesiones del álbum. |
| When are you coming home?                     | -                               | Bob Stanley / Pete Wiggs                                    | Saint Etienne                                                                               | - Canción grabada en 1993 en las primeras sesiones, con Saint Etienne. |

### Canciones inéditas inconfirmadas
Hay 4 canciones de las nuevas sesiones del álbum, cuya información acerca de los escritores, los compositores, los productores y la duración de la grabación no está disponible. Entre estas canciones están:
- Cruel lover
- Don't let it go to your head
- Sex on legs
- Your secret love

## Sencillos
| Título                   | Duración                                                                                | Lanzamiento:            | Escritores                                  |
| ------------------------ | --------------------------------------------------------------------------------------- | ----------------------- | ------------------------------------------- |
| Nothing Can Stop Us      | - 4:06                                                                                  | Junio de 1994           | Bob Stanley / Pete Wiggs                    |
| Confide in me            | - 5:51                                                                                  | 29 de agosto de 1994    | Dave Seaman / Steve Anderson / Owain Barton |
| Put yourself in my place | - 4:56                                                                                  | 14 de noviembre de 1994 | Jimmy Harry                                 |
| Where is the feeling?    | - 6:59 (Album Version) - 4:11 (Brothers In Rhythm Dolphin Mix / Single & Video Version) | 10 de julio de 1995     | Wilf Smarties / Jayn Hanna                  |

- Nothing Can Stop Us: El primer sencillo no oficial del álbum, más bien fue lanzado como promo en junio de 1994 en Reino Unido, por error, cuando el sencillo iba a ser el primero del álbum. Además, la versión de la canción lanzada es conocida como el 7" Mix, ya que la versión grabada en 1993 se mantiene inédita.
- Confide in me: El primer sencillo oficial del álbum, lanzado el 29 de agosto de 1994. Durante 4 semanas fue la canción N.º 1 de la lista de canciones de la ARIA de Australia, la lista de Israel y N.º 2 en la lista de Reino Unido.[2]
- Put yourself in my place: El segundo sencillo del álbum, un éxito que sacó la posición N.º 1 en las listas de Israel, N.º 6 en las listas de Croacia y N.º 11 en las listas de Australia y Reino Unido.
- Where is the feeling?: El tercer y último sencillo del álbum ha sido el menos exitoso de todos, al haber alcanzado sólo el puesto N.º 6 de las listas en Israel, el puesto N.º 16 en Reino Unido y el N.º 31 en Australia.

## Posiciones de listas y certificaciones

### Posiciones en listas de álbumes[3]
| Lista                            | Posición |
| -------------------------------- | -------- |
| Lista de álbumes de Australia    | 1        |
| Lista de álbumes de Reino Unido  | 4        |
| Lista de álbumes en Suiza        | 33       |
| Lista de álbumes en Suecia       | 39       |
| Lista Oricon de álbumes en Japón | 54       |

### Certificaciones
| País        | Industria | Certificación: | Ventas:               |
| ----------- | --------- | -------------- | --------------------- |
| Australia   | ARIA      | 3x Platino     | Más de 210.000 ventas |
| Reino Unido | BPI       | Platino        | Más de 300.000 ventas |